# Parafia ewangelicko-luterańska w Suchumi
Parafia ewangelicko-luterańska w Suchumi – parafia luterańska w Suchumi, w Abchazji. Stanowi samodzielną jednostkę kościelną w strukturach Unii Kościołów Ewangelicko-Luterańskich w Rosji i Innych Państwach, nie jest częścią żadnego z jej kościołów regionalnych.
Zbór liczy około 60 członków, w większości rosyjskojęzycznych, z niewielkim udziałem mniejszości niemieckiej. Nabożeństwa odbywają się w każdą niedzielę w kościele ewangelickim św. Jana w Suchumi i prowadzone są przez lektorkę, Olgę Gussewą. Dwa-trzy razy w roku posługi sprawowane są przez ks. Markusa Schocha, biskupa Kościoła Ewangelicko-Luterańskiego w Gruzji. 
Kościół ewangelicki został zbudowany za czasów carskich dla luterańskiego personelu wojskowego. W czasach ZSRR świątynia była zamieniona na siedzibę archiwum miejskiego, co uchroniło budynek przed zniszczeniem. W 2002 kościół został wyremontowany i od tej pory ponownie został miejscem sprawowania nabożeństw dla miejscowego zboru.